# Carlos de Hesse-Wanfried
Carlos de Hesse-Wanfried (Castillo de Rheinfels, 19 de julio de 1649  - Schwalbach, 3 de marzo de 1711) fue un landgrave de Hesse-Wanfried. Era el segundo hijo del landgrave Ernesto de Hesse-Rheinfels y María Leonor de Solms-Lich.

## Biografía
Después de una disputa hereditaria sore el "Distrito de Rotenburg", Carlos recibió Hesse-Eschwege en 1667. Se trasladó a Wanfried y fundó la línea católica de Hesse-Wanfried. Usó el castillo en Wanfried como su residencia, porque el castillo en Eschwege había sido prometido a Brunswick-Bevern, también en 1667.

## Matrimonios
La primera esposa de Carlos fue Sofía Magdalena, una hija del conde Erico Adolfo de Salm-Reifferscheid y su esposa Magdalena. Sofía Magdalena murió en 1675 durante un viaje a Venecia. Carlos entonces se casó con Alejandrina Juliana, una hija de conde Emico XIII de Leiningen y la viuda de landgrave Jorge III de Hesse-Itter. Murió el 19 de abril de 1703 y fue enterrado en la cripta familiar en el Hülfensberg en Wanfried.

## Muerte y heredero
Carlos murió en 1711 y le sucedió como landgrave de Hesse-Wanfried por su hijo Guillermo II. Después de la muerte de Guillermo en 1731, le sucedió su medio hermano Cristián, que murió sin hijos en 1755, acabando así con la línea Hesse-Wanfried.

## Descendencia
De su matrimonio con Sofía Magdalena:
- Carlos Ernesto Adolfo (8 de octubre de 1669 - diciembre de 1669)
- Ana María Leonor (13 de octubre de 1670 - enero de 1671)
- Guillermo II "el Joven" (25 de agosto de 1671 en Langenschwalbach - 1 de abril de 1731 en París, y enterrado allí), landgrave de Hesse-Wanfried-Rheinfels
- Federico (17 de mayo de 1673 - 25 de octubre de 1692), canónigo en Colonia, murió durante una visita al obispo de Győr en Hungría
- Felipe (junio de 1674 - 28 de agosto de 1694)

De su matrimonio con Alejandrina Juliana:
- Carlota Amalia (Wanfried, 8 de marzo de 1679 - París, 8 de febrero de 1722), se casó el 26 de septiembre de 1694 en Colonia con Francisco II Rákóczi (27 de marzo de 1676 - 8 de abril de 1735), príncipe de Transilvania
- Ernesto (Wanfried, 20 de abril de 1680 - 24 de junio de 1680), enterrado en el Hülfensberg
- Sofía Leopoldina (17 de julio de 1681 - Wetzlar, 18 de abril de 1724)
- Carlos Alejandro (Wanfried, 6 de noviembre de 1683 - Boppard, febrero de 1684)
- Mariana Juana (Wanfried, 8 de enero de 1685 - Erfurt, 11 de junio de 1764)
- María Teresa Josefa Isabel (5 de abril de 1687 - 9 de septiembre de 1689)
- Cristina Francisca Polixena (23 de mayo de 1688 - 17 de julio de 1728), se casó el 28 de febrero de 1712 con Dominic Marquard, príncipe de Löwenstein-Wertheim-Rochefort
- Cristián (Wanfried, 17 de julio de 1689 - Eschwege, 21 de octubre de 1755), el último landgrave de Hesse-Wanfried-Eschwege y Hesse-Rheinfels
- Juliana Isabel Ana Luisa (Wanfried, 20 de octubre de 1690 - 13 de julio de 1724), se casó el 6 de enero de 1718 en Wanfried con el conde Cristián Otón de Limburgo-Styrum (25 de marzo de 1694 -24 de febrero de 1749)
- María (n. 31 de agosto de 1693)
- Leonor Bernardina (21 de febrero de 1695 - Fráncfort, 14 de agosto de 1768), se casó en junio de 1717 con el conde Germán Federico de Bentheim-Bentheim